# This Is the Modern World
This Is the Modern World ist das zweite Studioalbum der britischen Mod-Rockband The Jam. Es erschien am 18. November 1977 bei Polydor.

## Hintergrundinformationen
Das Album entstand im selben Jahr wie ihr Debütalbum In the City, für die Produktion waren erneut Vic Smith und Chris Parry verantwortlich. Ein Großteil der Songs des Albums wurde von Paul Weller, dem Gitarristen und Sänger der Gruppe, geschrieben. Lediglich die Stücke London Traffic und Don’t Tell Them You’re Sane stammen vom Bassisten Bruce Foxton. Das Stück In the Street Today wurde von Weller und Dave Waller geschrieben, In the Midnight Hour ist ein Wilson-Pickett-Cover.
Vorab wurde am 15. Oktober 1977 die Single The Modern World aus dem Album ausgekoppelt, zusammen mit Liveaufnahmen der Stücke Back in My Arms Again und Sweet Soul Music, das von Arthur Conley stammt, als B-Seiten. The Modern World erreichte Platz 36 der britischen Charts, das Album This Is the Modern World Platz 22.
Die Kritiken zum Album This Is the Modern World fielen gemischt aus. So bemängelte Chris Woodstra von Allmusic, dass This Is the Modern World im Gegensatz zum Debüt blass wirke und viele unausgereifte Ideen beinhalte, obgleich Paul Weller viele persönliche Erfahrungen in das Songwriting einfließen ließe. Weitere Kritiker merkten zudem an, dass sich The Jam auf ihrem zweiten Album keinen neuen Sound angeeignet hätten.

## Titelliste
1. The Modern World (Weller)
2. London Traffic (Foxton)
3. Standards (Weller)
4. Life from a Window (Weller)
5. The Combine (Weller)
6. Don’t Tell Them You’re Sane (Foxton)
7. In the Street Today (Weller, Waller)
8. London Girl (Weller)
9. I Need You (For Someone) (Weller)
10. Here Comes The Weekend (Weller)
11. Tonight at Noon (Weller)
12. In the Midnight Hour (Cropper, Pickett)

Die Titelliste der amerikanischen Ausgabe des Albums unterscheidet sich von der britischen. So wurde das Wort Fuck im Stück The Modern World mit Pieptönen zensiert. Außerdem ist das Lied All Around the World enthalten, das zuvor nur als Single mit dem Stück Carnaby Street als B-Seite veröffentlicht wurde und Platz 13 der britischen Charts erreicht hatte.